# محمد رسول الله إلى العالم (مسلسل)
محمد رسول الله إلى العالم هو مسلسل تلفزيوني مصري عُرض أول مرة في 22 فبراير 1993، من بطولة صلاح ذو الفقار وصفاء أبو السعود ويوسف شعبان وآخرين، ومن إخراج أحمد طنطاوي. المسلسل ديني - تاريخي وهو مأخوذ عن سلسلة محمد رسول الله والذين معه للأديب عبد الحميد جودة السحار وكتب له القصة والسيناريو والحوار طه شلبي.

## الأحداث
يروي قصة النبي محمد وغزواته العديدة (بدر، أحد، حنين، تبوك..) ودعوة النبي لكافة الناس والملوك للدين الإسلامي ومن ضمنهم قيصر الروم هرقل والمقوقس حاكم مصر والملوك كسرى وغسان.

## فريق العمل
- إنتاج: قطاع الإنتاج - اتحاد الاذاعة والتلفزيون (ج.م.ع)
- النص الأصلي: عبد الحميد جودة السحار
- تأليف: طه شلبي
- إخراج: أحمد طنطاوي
- غناء المقدمة والنهاية: ياسمين الخيام
- تأليف الأغاني الشاعر: محمد التهامي
- موسيقى تصويرية وألحان: عبد العظيم عويضة
- غناء: أحمد إبراهيم
- مراجعة لغوية: د. عبد المنعم سعد
- منتج فني: فتحي عمار
- كلمات المقدمة والنهاية الشاعر: عبد الفتاح مصطفى
- الموسيقي: جمال سلامة

## طاقم التمثيل
- صلاح ذوالفقار
- صفاء أبو السعود
- يوسف شعبان
- حسن عبدالحميد
- فايزة كمال
- أشرف عبدالغفور
- محمد وفيق
- عبدالغفار عودة
- رشوان توفيق
- عايدة عبد العزيز
- فاطمة التابعي
- إحسان القلعاوي
- فادية عبد الغني
- أحمد ماهر
- غسان مطر
- عادل هاشم